# Hans Loewald
Hans Loewald (* 19. Januar 1906 in Colmar, Deutsches Kaiserreich; † 9. Januar 1993 in Hamden (Connecticut)) war ein deutsch-US-amerikanischer Psychoanalytiker und Professor für klinische Psychiatrie an der Yale-Universität.

## Leben
Hans W. Loewald wurde im Jahr 1906 in Colmar im Elsass geboren. Sein Vater, ein Arzt jüdischen Glaubens mit Interesse an Dermatologie und Psychiatrie, verstarb kurz nach seiner Geburt. Die Mutter, eine Pianistin, zog mit dem Kind nach Berlin. Hans Loewald studierte Medizin in Marburg und Freiburg im Breisgau, wo er Martin Heidegger kennen lernte, was ihn dazu veranlasste, zusätzlich Philosophie zu studieren. Heidegger wurde der Mentor von Hans Loewald. Heideggers Hinwendung zum Nationalsozialismus führte zur schmerzhaften Entfremdung. Loewald beendete sein Medizinstudium 1934 in Rom und praktizierte anschließend als Psychiater in Padua. 1939 erfolgte die Emigration in die USA. Dort wurde er mit den Schriften von Sigmund Freud vertraut, die ihn bis an sein Lebensende beschäftigten. Hans Loewald praktizierte als Psychoanalytiker in New Haven. Er erhielt zudem eine Professur für klinische Psychiatrie an der Yale-Universität. Loewald verstarb in Hamden (Connecticut), wo er lange Jahre gelebt hatte.

## Schriften (Auswahl)
- Hans W. Loewald: Psychoanalysis and the history of the individual. The Freud lectures at Yale University, Yale University Press, New Haven 1978.
- Hans W. Loewald: Psychoanalyse. Aufsätze aus den Jahren 1951–1979, 1986.
- Hans W. Loewald: Sublimation. Inquiries into theoretical psychoanalysis, Yale University Press, New Haven 1988.
- Hans W. Loewald: The Essential Loewald: Collected Papers and Monographs. Introduction by Jonathan Lear, University Publishing Groups, 2000.

## Hans Loewald Award
- International Psychoanalysis: Arnold Richard Receives 2013 Hans Loewald Award: Past Honoree`s Papers Here Digitalisat